# Prelaz Turracher Höhe
Prelaz Turracher Höhe, zapisan tudi Turracherhöhe, se nanaša na vasico, prelaz čez Alpe in pokrajino v Krških Alpah (Gurktaler Alpen) v Avstriji. Vas in jezero Turracher na prelazu, ki imata isto ime, sta ločena z mejo dveh zveznih dežel Štajerske in Koroške. Zaradi oddaljenosti od območij zgodnje naselitve in visoke lege je bilo to ozemlje naseljeno razmeroma pozno. V 17. stoletju so  pod Turracherhöhe začeli rudariti. Vrh prelaza so odprli šele pozneje, ko so čezenj zgradili asfaltirano cesto. V 20. stoletju se je v regiji postopoma razvijal turizem. Prizadevajo si za ohranjanje raznolikosti rastlinstva in živalstva s pomočjo naravovarstvenih območij ter skrbnega in z naravo uravnoteženega širjenja turističnih zmogljivosti.

## Geografija
Turracherhöhe leži v pogorju Nockberge, zahodnem delu Krških Alp. Območje sega od vrhov Rinsennock (2334 m) na zahodu do Lattersteighöhe (2264 m) na vzhodu; v smeri sever-jug se razprostira od vasi Turrach do ravnice Reichenau na jugu. Nekoliko bolj oddaljeni so vrhovi Eisenhut (2441 m), Großer Königstuhl (2331 m) in Gruft (2232 m).
Najvišja točka približno dva kilometra dolgega vrha prelaza ima nadmorsko višino 1795 m južno od Turraškega jezera. Jezero ima gladino 1763 m nad morjem in je povezano z vasjo. Turracher Höhe je kot 'klasični' vrh prelaza tudi del razvodja med dolino reke Mure in reko Zgornja Krka, katere izvir je pod Lattersteighöhe približno na 2000 m nadmorske višine.
Turraška cesta (B95), ki gre iz Salzburga ob zahodni obali Turraškega jezera, na severu povezuje Štajersko dolino Zgornje Mure z dolino Zgornje Krke na Koroškem, nadaljuje se naprej v Feldkirchen in porečje Celovca na jugu. Cesta na prelazu (od Turracha do planote Reichenau) je dolga 16 km; odsek med križišči za Muraško cesto (B97) v Predlitzu in Kleinkirchheimsko cesto (B88) blizu Patergassena je dolg 35 km.
Skupno si tri občine delijo območje Turracher Höhe: štajerski Predlitz-Turrach na severu in koroški občini Reichenau in Albeck na jugu. Na vrh prelaza iz Albecka ni neposrednih cest.

### Razdeljena vas
Dolgo časa so bile na Turracher Höhe le posamezne kmetije in prenočišča za gozdarje, ki so sekali les za rudnike in talilnice ter za sezonske rudarje in kamnoseke. Pravo naselje se ni razvijalo, dokler se v drugi polovici 20. stoletja ni pojavil turizem.
Danes ima vasica na vrhu prelaza približno 100 prebivalcev, v njej pa je več kot 400 počitniških bivališč. Tudi Turraško jezero delno pripada štajerski občini Predlitz-Turrach in deloma koroški občini Reichenau. Meja zveznih držav poteka približno skozi sredino vasi in jezero. Severni del, ki spada na Štajersko, ima poštno številko 8864, južni del na koroškem ozemlju poštno številko 9565; po drugi strani pa je telefonska koda telefona enaka za celotno vas (04275).
Tako sta na Turracher Höhe formalno dve vasi, kjer štajerski del pripada okrožju Turrach v občini Predlitz-Turrach, naselje Turracherhöhe (uradni zapis) na koroški strani pa je okrožje občine Reichenau. Toda znotraj vasi ni nameščenih nobenih mestnih oznak; mestni znak na vhodu v vasi naznanja okrožje Reichenau Turracherhöhe na koroški strani, na vhodu v štajersko vas pa ima napis Fremdenverkehrsgebiet Turracher Höhe (v prevodu Turistična regija Turracher Höhe). Tisti, ki delitve vasi zaradi administrativne politike ne poznajo, lahko samo sumijo, da meja med deželama poteka zaradi obeh državnih zastav ob nekdanji zvezni cesti.
V širokem sedlu vrha prelaza, kjer cesta poteka dva kilometra vodoravno, sta dva luksuzna hotela, letovišče, ki pripada nemškemu sindikatu IG Bau, in več kot 30 majhnih in srednje velikih hotelov in gostišč. V južnem in zahodnem kamnitem borovem gozdu, pa tudi na vzhodni strani jezera, je veliko počitniških hiš. Vendar te hiše večinoma skrivajo drevesa ali so skromne, tako da komaj izstopajo iz naravnega okolja.
Vas ima banko in nekaj trgovin s športnimi predmeti in spominki. Vendar v Turracher Höhe na primer ni trgovine z živili ali bencinske črpalke. Dolgo časa tudi ni bilo cerkve ali kapele. Ekumenski kraj čaščenja je bil zgrajen šele leta 1985, na predlog prebivalcev. Upravlja ga župnija Stadl an der Mur in je na voljo za vse krščanske vere.

### Podnebje
Skozi celo leto je veliko sonca. Zaradi velike nadmorske višine je bistveno manj oblačnosti in megle kot na primer v Dravski dolini. Tako so ugodne tudi povprečne prevladujoče temperature: januarja je med -5,9 in -8,2 ° C, julija med 10,6 in 11,0 ° C, letna srednja pa 1,9 do 2,2 ° C. Za primerjavo, Celovec je z višino 447 m nadmorske višine 1300 m nižji od Turracher Höhe. Njegova januarja je povprečna temperatura -5,8 ° C, julija 18,3 ° C, letna srednja temperatura pa 7,7 ° C.
Padavin v višini 1218 mm je v gorah precej malo. Sneženje običajno začne najpozneje v oktobru, hitro pa nastane odeja snega, ki ostane do aprila ali včasih celo do maja. Na Turracher Höhe v povprečju sneži 158 dni.

## Zgodovina

### Prva naselja
Ime Turrach izhaja iz starega izraza, Durrach, ki so ga uporabljali za gozd, kjer je veliko podrtih, posušenih (dürr) dreves. Izraz se pogosto uporablja na Koroškem, pa tudi v preostali Avstriji.
Medtem ko so območje okoli današnjega Predlitza in Mure kolonizirali že Slovani v 6. stoletju, so prve jase in naselja južno od Turracher Höhe znane že od zgodnjega 14. stoletja. Politično je bila regija sprva del Koroškega vojvodstva, vendar je bila že v 12. in 13. stoletju razdeljena med tri ozemlja zaradi razcepitve Lungaua na Salzburg in Murau na vojvodstvo Štajersko. Dokler se turizem ni začel razvijati v poznih 1920-ih, je bilo od poznega srednjega veka le nekaj kmetij severno in južno od vrha prelaza, vendar ni bilo kompaktnega naselja. Tudi Turracher Höhe dolgo ni igral nobene vloge kot prometna pot. V srednjem veku in zgodnjem novem času sta bili povezavi čez Katschberg na zahodu in čez Flattnitz na vzhodu glavni prometni poti v smeri sever-jug, medtem ko so poti čez Turrach imele le lokalni pomen, npr. za prevoz soli iz Salzkammerguta do Reichenaua (prvič dokumentirano omenjeno leta 1332), kjer je bila podružnica cestninske pisarne.
V zgornji dolini Mure severno od Turracher Höhe je bilo območje okoli Predlitza (prvič omenjeno leta 1311) redko poseljeno, ker so bila pobočja desno od Mure manj primerna za poljedelstvo. V srednjem veku je bilo prevladujoče naselje v tej regiji Murau, ki je spadalo v Liechtenstein. Južno od Turracher Höhe je podeželska kolonizacija okoli Reichenaua, kjer je bilo leta 1520 tudi deželno sodišče, zagotovila bolj kompaktna naselja in samostojne kmetije.

### Rudarstvo
Koroški vojvoda Ulrik III. Spanheim je s potrdilom, izdanim v Moosheimu leta 1256, podelil ministerialu in pesniku Ulrichu von Liechtensteinu suvereno pravico rudarjenja v okrožju Murau, ki vsebuje območje okoli Turracher Höhe. Vendar v tem dokumentu in v naslednjih stoletjih konkretnih znakov rudarjenja v Turraški regiji ni mogoče najti.
Leta 1657 je Johann Adolf grof Schwarzenberg, ki je vladal Murau, sprožil iskanje bakrove rude. V Steinbachgrabnu so našli ogromne količine limonita (vrsta železove rude), nakar je grof prosil cesarja Leopolda I. za dovoljenje za rudarjenje in taljenje, ki je bilo izdano 31. januarja 1660. Že istega leta je Johann Adolf naročil gradnjo peči za taljenje železa v Turrachu in leta 1662 je bilo izvedeno prvo ulivanje. Sprva sta rudarjenje in taljenje potekala predvsem na štajerski strani okoli vasi ob severnem vznožju. Leta 1783 je grof Johann Nepomuk Anton Schwarzenberg odredil podaljšanje ceste, dolge 15 km, od Predlitza do njegove tovarne v Turrachu, da bi olajšal prevoz rude. Toda nad vasjo so bile poti za prevoz lesa in oglja, ki še danes prečkajo vrh.
Splošna gospodarska kriza, ki je bila posledica napoleonskih vojn in njihovih posledic, je v prvih dveh desetletjih 19. stoletja dosegla tudi rudarjenje v Turrachu. Po tem je železarstvo - pod Petrom Tunnerjem starejšim, ki je vodil podjetje od 1823 do 1844 - doživelo velik napredek zaradi racionalizacije delovnih metod in uvedbe sodobnih tehnologij. Sredi 19. stoletja je letna količina rude, ki jo je dobavilo približno 60 rudarjev, znašala približno 100 do 120.000 kvintalov (približno 5600 do 6700 t). Tedaj se je rudarjenje izvajalo le pozimi, ker je bilo treba rudo v vrečah vleči v topilnice.
Od leta 1863 je bil v Turrachu uporabljen Bessemerjev postopek, ki je povečal učinkovitost izdelave jekla. Leta 1865 so bili na voljo tri naprave s kapaciteto od 35 do 40 kvintalov in dva plavža. Tedaj je bil obrat za taljenje železa največji na Štajerskem in veljal je za enega najsodobnejših v Evropi. Kljub tehničnim inovacijam je kmalu prišlo do gospodarskega upada. Od 1870-ih se je prodaja poslabšala; proizvodnja surovega železa se je med letoma 1869 in 1885 zmanjšala s 3800 na 1500 t. Poleg zvišanja cen premoga je Turrachova neugodna lokacija izven glavnih prometnih poti povzročila visoke transportne stroške, kar je imelo za posledico zmanjšanja konkurenčnosti železarjev. Leta 1899 so dali v zakup obrat za taljenje železa, kar ni prineslo nobenih izboljšav, zato so spomladi 1909 dokončno zaprli peč v Turrachu.
Poleg rudarjenja železa so občasno pridobivali tudi baker. Drugi naravni viri so majhne količine visokokakovostnega antracita, ki so ga pridobivali do 1950-ih in 1960-ih. Izkopavanje cinabarita na Kornocku je mogoče dokazati že v 17. stoletju. Nekdanja kamnita jama ob Turraškem jezeru, pa tudi magnezijev karbonat in kamnolom skrila so dokazi o rudarskih dejavnostih okoli Turracher Höhe, ki pa so v 20. stoletju v celoti prenehale zaradi ekonomskih razlogov.

### Razvoj turizma
V 19. stoletju so na vrhu prelaza ob Turraškem jezeru zgradili prvi stanovanjski objekt. Služil je kot nastanitev, pa tudi za strežbo gozdarjev, kamnosekov in rudarjev. Tako je znano, da je v najstarejši gostilni, ki še danes obstaja na Turracher Höhe, Seewirt, že leta 1830 delovala alpska ljudska hiša. Že konec 19. stoletja so prišli prvi turisti pohodniki in malo pred prvo svetovno vojno tudi prvi smučarji na daljša smučarska potovanja. Počasi so se odprli tudi drugi hoteli in gostišča, med katerimi so Jägerwirt (1905), Siegel (1911) in Hochschober (1929), ki obstajajo še danes.
Ni bilo zapisano, kdaj so staro planinsko stezo spremenili v cesto. Na južni strani je znano, da je bil nad grapo Stangenbacha leta 1893 zgrajen kamnit Teufelsbrücke (Hudičev most). Med vojnama so bile ceste, ki so že takrat v bistvu imele enak potek, kot ga imajo danes, prilagojene zahtevam sodobnega avtomobilskega prometa. Na južni strani je bil avtobusni promet vzpostavljen leta 1928, avtobusna linija Predlitz – Passhöhe je na severu sledila leta 1929. Vendar so bili prvi turisti pozimi prisiljeni hoditi kilometre do svojih stanovanj na Turracher Höhe, saj avtobusi niso zmogli strmega vzpona v zimskih razmerah. Prvi zasebni počitniški dom je bil postavljen na majhnem hribu na severni strani Turraškega jezera leta 1936.
Pozimi po drugi svetovni vojni so na Koroško že prišli prvi angleški turisti, ki saj so jo zasedle britanske čete. Naseljeni so bili v zaseženih gostiščih Siegel, Hochschober, Jägerwirt in v majhnem počitniškem domu. Leta 1946 so zgradili žičnico T-bar na približno isti višini kot današnji Kornockbahn in so jo sprva rezervirali za uporabo Angleži. Zaradi tega se žičnica na Turracher Alpe še danes imenuje Engländerlift (angleška žičnica). V 1950-ih je prišla prva sedežnica in Panorambahn. Leta 1983 jo je nadomestila nova enojna sedežnica. To je septembra 2006 nadomestilo nova kombinirana sedežnica / kabinska žičnica. Leta 1966 je začela delovati Pauli Schlepplift, imenovana po Paulu Pertlu, ki je še danes tam. Dodana je bila tudi smučarska vlečnica na začetniškem travniku. Decembra 1976 se je odprla dvojna sedežnica, Kornockbahn, ki je bila nadomeščena s sedežnico za šest oseb, opremljena z ogrevanimi sedeži. Najnovejša pridobitev od leta 2006/2007 je nova šestsedežna naprava.
Od 1970-ih se je množica zimskih športnikov na Turracher Höhe povečala, zato je bil naklon zvezne ceste nekoliko spremenjen s prilagoditvami trase. Od leta 1978 do 1980 je bil na Kornocku nad staro cesto odprt nov odsek ceste s proti plazovnimi ovirami, saj so ga vedno znova prizadeli plazovi.
Najbolj strma alpska cesta v Evropi z naklonom do 34 %  pri kilometru 60 (šteje se od Celovca) je bila včasih tudi testni odsek avtomobilskega proizvajalca Porsche, ki je po drugi svetovni vojni odprl obrat  v bližnjem Gmündu na Koroškem. Januarja 1978 je na Turracher Höhe Audi predstavil novo razvit Audi Quattro vodstvu podjetja, kjer je mogoče na novi strmi, ovinkasti in zasneženi cesti prelaza prepričljivo pokazati zmogljivost novega pogona na vsa kolesa.
Cesta čez prelaz ima danes na kratkem odseku na koroški strani največji nagib 23 %. Pozimi je dobro očiščena in jo je treba zapreti le zelo redko.

## Gospodarstvo in infrastruktura
Prevladujoča panoga gospodarstva na Turracher Höhe je danes turizem. Poleg hotelov, gostiln in vlečnic, je tudi nekaj manjših trgovin in muzej rudnin, ni pa sedežev podjetij. Po prenehanju rudarjenja v 20. stoletju sta lesna industrija in gozdarstvo edini tradicionalni panogi, ki še vedno obstaja, razen nekaj manjših kmetijskih dejavnosti.

### Les in gozdarstvo
V dolini Mure in na območju med Predlitzom in Turracher Höhe so še danes v družinski lasti velika prostranstva gozdov, ki izvirajo iz zemljišč, ki jih je leta 1623 pridobila Schwarzenbergova rodbina. Z njimi upravlja Fürstlich Schwarzenberg'schen Familienstiftung (Družinska fundacija princa Schwarzenberga). Območje, ki ga upravlja gozdna uprava v mestu Turrach na območju občine Predlitz-Turrach, ima skupaj 8411 ha, od tega 5804 ha gozdnih in pregradnih gozdov, ter 2607 ha alpskih in drugih površin na nadmorski višini med 930 in 2434 metrov. Dreves, ki jih je poseka gozdna uprava Turrach, je približno 24.000 masivnih kubičnih metrov na leto, od tega 79 % iz poseka in 21 % iz selekcije.
Gozdovi na južni strani Turracher Höhe so v tudi večini v zasebni lasti; 90 % celotnega gozdnega zemljišča občine Reichenau je porazdeljeno na parcele pod 200 ha. Donos se večinoma prodaja kot hlodi; v neposredni bližini Turracher Höhe ni žag ali drugih postopkov obdelave lesa.

### Oskrba z vodo
Pitna voda se pridobiva iz dveh izvirov v bližini jezera Grün in iz Kornocka. Kakovost pitne vode in Turraških jezer je zelo dobra, saj je skupnost povezana z javno kanalizacijo, ki je bila zgrajena med letoma 1967 do 1972, tako da se nakopičena odpadna voda preusmeri čez planoto Reichenau v čistilne naprave v Feldkirchen. Turraško jezero je bilo prvo koroško jezero, za katerega je bila v celoti dokončana kanalizacijska naprava.
Höhe je bil prvič priključen na javni sistem oskrbe z električno energijo KELAG, avstrijskega električnega podjetja s sedežem v Celovcu, leta 1957. Do takrat so električno energijo proizvajali vsak lastnik. Z gradnjo daljinskega ogrevanja leta 1997 so hoteli in številne počitniške hiše povezani z okolju prijazno oskrbo z ogrevanjem.

### Promet
Turracher Straße (B95), ki prečka Turracher Höhe, ima sorazmerno majhen pomen kot nacionalna povezava sever-jug med Koroško in zveznimi deželami, ki mejijo na sever, Salzburg in Štajersko. Znana je bila kot najbolj strma koroška cesta, vendar je danes manj strma, ker je bilo vozišče premaknjeno, tako da pot pobega ni več potrebna. Ceste, ki jih precej bolj uporablja promet na dolge razdalje, sta Turska avtocesta (Tauernautobahn) (A10) in Katschberg Straße (B99) od Bischofshofna do Špitala ob Dravi na zahodu, ki poteka vzporedno z A10 in Friesacher Straße (B317) od Judenburga do Celovec vzhodno od Turracher Höhe.
Turracher Höhe le redko postreže z javnim prevozom. Od Predlitza, kjer je železniška postaja Murtalbahn Predlitz Turracher Höhe, nekajkrat na dan vozi avtobusna linija Verkehrsverbund Steiermark (Štajersko prometno združenje) in isto za avtobusno povezavo ÖBB (Österreichischen Bundesbahnen, Avstrijske zvezne železnice) do Reichenaua in naprej do Celovca

## Turizem
Turracher Höhe je bil razvit za poletni in zimski turizem. Nedavno je bilo registriranih 233.000 prenočitev, od tega dve tretjini v zimski sezoni 2004/05 in tretjina v poletni sezoni 2005. Za goste je bilo ponujenih 1350 komercialnih in 570 zasebnih ležišč. V povprečju je v turistični trgovini na leto zaposlenih 320 ljudi. Širitev turistične ponudbe se je zgodila skrbno in naravno, od prvega koncepta regionalnega razvoja iz leta 1963. Razvojni model za obdobje 2005–2015 (glej Zunanje povezave) načrtuje nadaljnji razvoj v skladu s temi načeli. Poleti 2007 so odprli novo 1600 m dolgo celoletno sankališče.

### Zimski turizem
Pozimi začne obratovati pet sedežnic (ena od njih kombinirana gondola-sedežnica poleg celoletnega sankališča) in devet žičnic T-bar vzdolž 38 smučarskih prog. Hausberg je Kornock (2193 m), z dvema sedežnicama, ki potekata po vzhodnem pobočju, Kornockbahn in Panoramabahn. Postaja na dnu žičnice Kornockbahn je sredi vasi in vozi tudi poleti. Na severnem pobočju Turracher Höhe je zahtevna smučarska proga FIS v dolino Turrach. V vzhodni in zahodni bočni strani sedla so daljše smučarske proge od lahkih do srednje zahtevnih.
Skupno je položenih 25 km tekaških prog, poleg njih pa so postavljene zimske pohodniške poti. Na jezeru so območja za drsanje in curling brez snega. "Seetaxi" je edinstven. Gre za motorne sani z držalnimi palicami, ki se vozijo ob meji med Štajersko in Koroško med vlečnicami vzhodno in zahodno od jezera in brez plačila vlečejo smučarje nad zamrznjeno jezero.

### Poletni turizem
Turraško jezero se poleti redko uporablja za kopanje, saj temperatura vode redko presega 18 ° C. Zato je ponudba za poletni turizem, ki ima v zimskih mesecih le približno polovico toliko obiskovalcev, v bistvu omejena na številne pohodniške poti okoli jezer in v okoliški gorski pokrajini. Pet pohodniških poti je označenih kot tako imenovane Geopfade (Geo-poti), pri čemer so na poti razstavne table, ki opisujejo mesta, ki jih je vredno opaziti (Geopunkte, Geo-točke). Poleti delujeta tudi dve sedežnici in sankališče.
Poleg tega je Turracher Höhe na vzhodnem robu biosfernega rezervata Nockberge. Približno kilometer pred planoto Reichenau se cestninska cesta Nockalmstraße odcepi v od Turracher Straße.

### Muzeji
Zasebni muzej, Alpin + Art + Gallery, je bil ustanovljen leta 1960 kot majhen muzej mineralov in je bil razširjen in na novo zasnovan leta 2000. Prvotni muzej je bil v preurejenem Troadkåstnu, kot se imenujejo silosi za žito na Koroškem. Med širitvijo je bila dodana dodatna stavba s 400 m² razstavnega prostora.
V vasi Turrach ob vznožju Turracher Höhe je še en muzej Holz und Eisen (les in železo), ki razstavlja predmete iz časa rudarjenja v regiji in ponuja tudi ogled starih zgradb in rudarjenja v predorih. Dodatne predmete iz rudarstva in taljenja se lahko ogleda v Eisensaal (železna dvorana) gradu Murau. Slavni Bessemerjeva peč iz Turracha je danes v Technische museum na Dunaju.

## Narava

### Geologija
Za geološko zgradbo Turracher Höhe so značilne različne vrste kamnin, pa tudi učinki tektonskih gibanj, ki so tu postali vidni in so končno privedli do nastanka Alp v pozni mezozojski dobi pred približno 100 milijoni let. Vzhodne centralne Alpe so dobile svojo sedanjo strukturo ob koncu terciara.
Z geološkega vidika Turracher Höhe in njegova okolica spadata v plast Gurktal, katere paleozojske kamnine so zdrsnile po novejše skalne plasti tako imenovanega triasnega obdobja Stangalm. Na drsnem dnu in pod njim je cela vrsta manjših in večjih nahajališč siderita in limonita. Ti so med tistimi v Steinbachgrabnu in Rohrerwaldu pri Turrachu, ki so bili osnova za taljenje železa.
Na Turracher Höhe se najpogosteje pojavljajo minerali filtita Gurktal (ustvarjen v spodnjem silurju) in Eisenhutschiefer (zgornji silur do srednji devon), na drugi strani plasti Gurktal pa tudi stari kristalini (paragnajs, sljuda, skrilavec, amfibolit), nekatere od njih so nastale v obdobju Edijakarij. Ozki trakovi triasnega obdobja Stangalm, ki ležijo med njimi, so sestavljeni iz apnenca in dolomita.
V različnih ledenih obdobjih kvartarja je Turracher Höhe poledenel. V Würmski poledenitvi so bili delni tokovi Murskega ledenika, ki so izvirali iz območja hranjenja Niederen Tauern na jugu. Pred približno 20.000 leti je močno segrevanje v obdobju od 1000 do 1500 let ledeniško mrežo stopilo. Kot redka relikvija würmske ledene dobe je ledeniški mlin zahodno od Turraškega jezera. Nadaljnje učinke ledenikov lahko opazimo v obliki terena, pa tudi na številnih posameznih mestih Turracher Höhe. Zaokroženi vrhovi gora z vdolbinami v obliki čebrov med njimi (krnica) so rezultat tektonskih gibanj in ledenikov. En primer tega je Hohe Kor. Tam je viden tudi nadaljnji rezultat ledeniške dobe, morenski nasip.

### Turraška jezera
Na Turracher Höhe so tri jezera. Po legendi so nastala iz solz, ki jih je Bog izlil, ko je zagledal lepoto, ki jo je ustvaril. Daleč največje med njimi je Turracher See, s površino 19,4 ha. Približno 300 m proti vzhodu je Schwarzsee (Črno jezero, 2,6 ha). V južni smeri je Grünsee (Zeleno jezero, 1,48 ha). Dve manjši jezeri, prepuščeni naravi, sta manj znani, saj sta na zavarovanem krajinskem območju in na njuni obali ni dovoljena nobena gradnja in se do njih lahko pride le peš.
Površina do 33 metrov globokega Turracher See je popolnoma zamrznjena do šest mesecev v letu. Ker se voda iz jezera uporablja za ustvarjanje umetnega snega, se nivo vode v jezeru lahko pozimi spreminja za nekaj metrov.
Poleg jezer so se zaradi ledenikov v ledeni dobi in zaradi visokega nivoja podtalnice oblikovala tudi močvirja in barja Na območju prelaza so različne vrste barij. Na območju vrha prelaza je večinoma nizko barje z nekaj manjšimi prehodnimi barji in visokimi barji. Na Kornocku je močvirna dolina na več kot 2000 m nadmorske višine. Najpomembnejše območje barja je blizu Schwarzseeja in je verjetno del tega vodnega telesa, ki se je že zamuljilo.

### Rastlinstvo
Turracher Höhe je na območju med montanskim in alpskim rastlinjem. Od spodnjih območij, ki segajo navzgor, so sekundarni smrekovi gozdovi, ki jih prekinjajo komercialni travniki, smrekovo-macesnov gozd, pinije (Pinus pinea) in pinijevo- macesnov gozd, nato pa pritlikavo grmičevje in subalpska in alpska travišča.
Tu prevladujejo obsežni sestoji pinij. Spadajo med največje na Koroškem. Subalpski gozdovi so pogosto redčeni kot park, podrast pa vključuje vseprisotno rjastolistni sleč (Rhododendron ferrugineum), pa tudi navadni brin (Juniperus communis subsp. Alpina) in pegasti svišč (Gentiana punctata). Na Rauterriegelu jugovzhodno od Eisenhuta je smrekov gozd z veliko pinijami. V grmovju zelene jelše (Alnus viridis) na plazovitem pobočju jugovzhodno od Rinsennocka je veliko preobjede, kot je (repičasta preobjeda - Aconitum napellus subsp. Tauricum), kobulnice Peucedanum ostruthium in avstrijski divjakovec (Doronicum austriacum). Na Kilnpreinu so veliki sestoji planinskega bora (Pinus mugo).
Na vrhu prelaza so prehodna močvirja: v blatu barja je rastlinska skupnost Caricetum limosae, poleg sedla še šaš Carex limosa (ogrožen), ki daje ime rastlinske skupnosti, tudi manjši orhideja (Neottia cordata) in pritlikava breza (Betula nana). Na barju južno od mesta Schwarzsee je združba Caricetum fuscae subalpinum z ogroženimi vrstami Carex nigra, okroglolistna rosika (Drosera rotundifolia) in D. x obovata, pa tudi pritlikava breza. Na Kornocku je močvirna dolina. Poleg prevladujoče jelenove trave (Trichophorum cespitosum) obstaja še alpska barčija (Bartsia alpina), alpska mastnica (Pinguicula alpina) in navadni mrzličnik (Menyanthes trifoliata).
V subalpskem travniku (rastlinska skupnost Aveno-Nardetum) najdemo spomladanski kosmatinec (Pulsatilla vernalis), alpski kosmatinec (Pulsatilla alpina) in Scheuchzerjevo zvončico (Campanula scheuchzeri). Na alpskih travnatih so še upognjeno šašje (Caricetum curvulae), rdeče cvetoč jeglič (Primula minima) in lepljivi jeglič (Primula glutinosa). V obarvanih travnikih na strmih pobočjih, ki so obrnjeni proti jugu, so kuštravi jeglič (Primula villosa) v temno modri cvetoči obliki, endemičen za severne Alpe. V Polsterflurenu rasteta Wulfova jegličevka (Androsace wulfeniana), endemična v vzhodnih Alpah in Wulfov netreskjeglič (Sempervivum wulfenii).

### Živalstvo
V regiji Turracher Höhe najdemo celoten spekter alpskega živalskega sveta, razen ibexa, ki tu ni bil nikoli avtohton. Poleg kopitarjev (rdeči jelen, divja koza, srne) in vrani (krokar, kavka, sraka) so v stabilnih populacijah tudi štirje člani družine fazanov (divji petelin, ruševec, belka in gozdni jereb). Od plenilskih živali so lisica, jazbec, kuna zlatica, kuna belica, evropski dihur, velika podlasica in mala podlasica. Tu se vidijo tudi ujede, kot so kragulj, skobec, postovka, planinski orel, redkeje pa tudi škrjančar in sokol selec. Od nočnih plenilskih ptic so velika uharica, lesna sova, koconogi čuk in mali skovik. Obstajajo tudi svizci.

## Rastlinstvo karbona Stangalpe
V približno 300 milijonov let starem skrilavcu iz karbona so fosilizirane rastline našli že v poznem 18. stoletju. Znanstveno zapisal prvič leta 1835 geolog Ami Boué, je danes znanih 72 vrst rastlin iz premogovih gozdov iz Stangalpe, med njimi Calamites, Sigillaria, praprotnice (Pecopteris), Cordaites in iglavci (Dicranophyllum).